# Joaquim de Arruda Falcão
Joaquim de Arruda Falcão (Escada, 27 de junho de 1881 — Recife, 31 de agosto de 1950) foi um político brasileiro. Exerceu o mandato de deputado federal constituinte por Pernambuco em 1934.
Filho de Ana Umbelina de Arruda Falcão e José Francisco de Arruda Falcão, concluiu os estudos no Colégio Salesiano na capital pernambucana e ingressou à Faculdade de Direito do Recife - que hoje integra a Universidade Federal de Pernambuco. Formou-se, então, como advogado em 1904.
Começou a carreira como promotor em Afuá, município do estado do Pará. Posteriormente, ingressou na política e começou exercendo o mandato de deputado estadual na Assembléia Legislativa do Pará entre 1909 e 1913. Voltando ao Pará, exerceu mandato como deputado estadual de 1925 a 1930, pela legenda do Partido Democrático de Pernambuco, liderado por Manuel Borba.
Em 1930, foi partidário da revolução que levou Getúlio Vargas ao poder.
Em maio de 1933 foi eleito como deputado à Assembléia Nacional Constituinte, pelo Partido Social Democrático (PSD) de Pernambuco, e assumiu o cargo em novembro de 1933. Com a promulgação da Constituição em 16 de julho de 1934, se elegeu deputado federal nas eleições de outubro do mesmo ano.